# Aprionus kivachensis
Aprionus kivachensis är en tvåvingeart som beskrevs av Jaschhof 2009. Aprionus kivachensis ingår i släktet Aprionus, och familjen gallmyggor. Arten är reproducerande i Sverige.